# Catalpa longissima
Catalpa longissima är en katalpaväxtart som först beskrevs av Nikolaus Joseph von Jacquin, och fick sitt nu gällande namn av Dum.Cours.. Catalpa longissima ingår i släktet katalpor, och familjen katalpaväxter. Inga underarter finns listade i Catalogue of Life.

## Bildgalleri

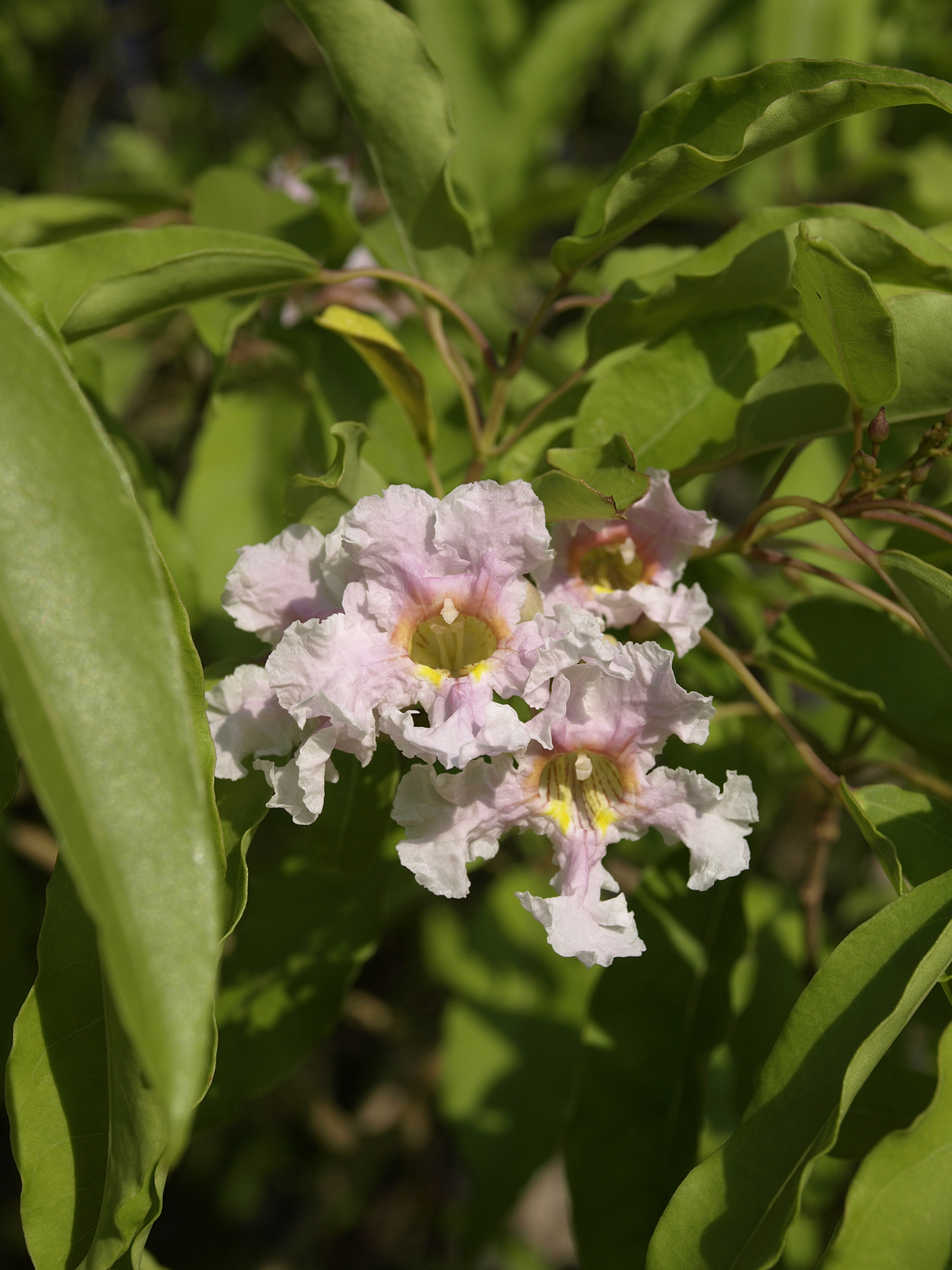
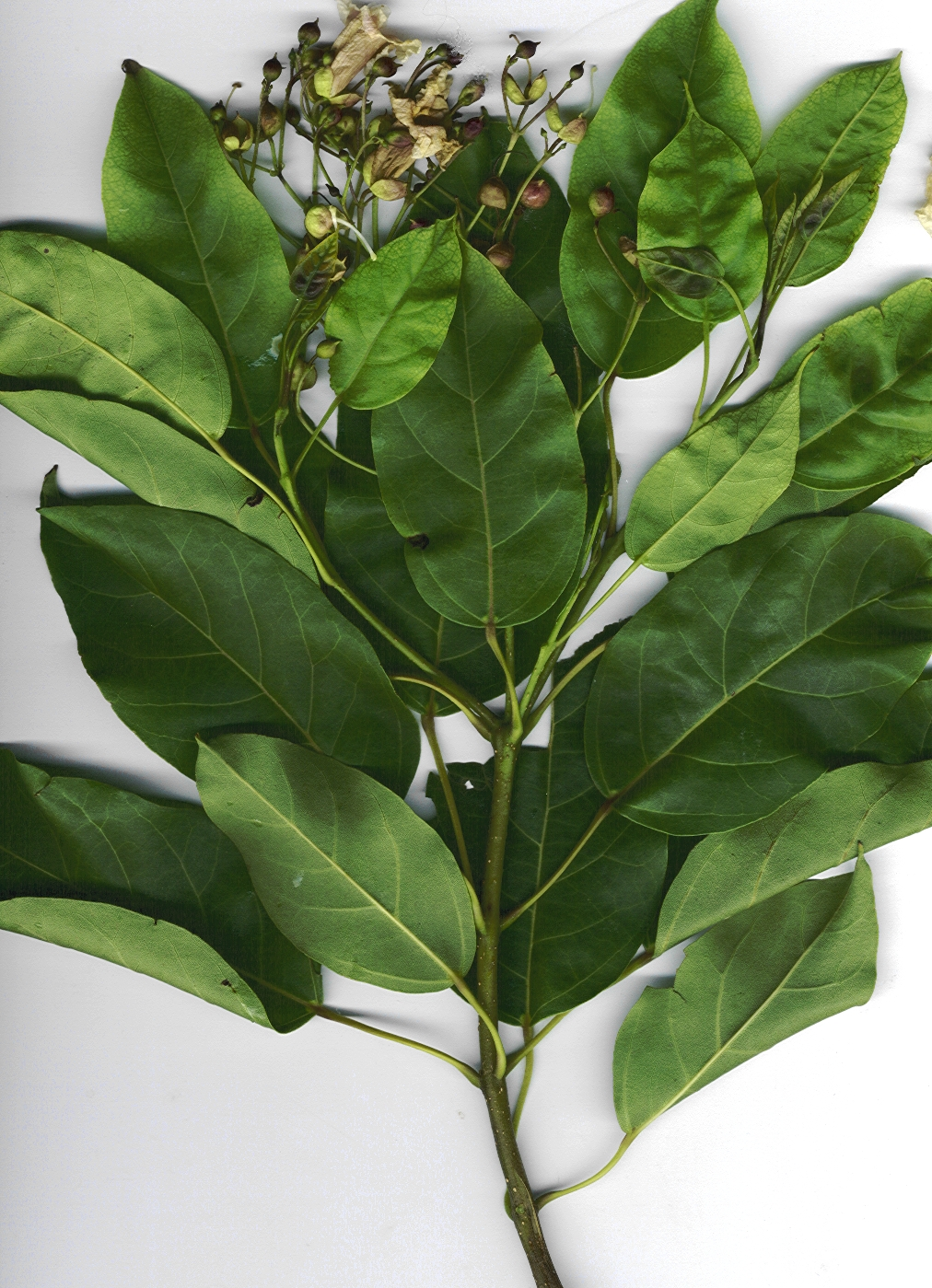